# 요한 에크
요한 마이어 본 에크(독일어: Johann Maier von Eck, 1486년 11월 13일~1543년 2월 13일)는 독일의 기독교 신학자이다.
잉골스타트 대학교 출신으로 개신교의 종교 개혁에 맞서 로마 가톨릭교회를 수호하였다. 한때 친구였던 마르틴 루터와 얀 후스의 주장을 논박한 것으로 유명하다. 교회법에 지식을 많이 가지고 있었으며 라이프치히 논쟁에서 교황의 권위를 근거하여 루터가 주장한 오직 성경의 권위를 대응하였다. 루터를 얀 후스파로 몰아서 파문하였다.
| “ | (가톨릭)교회는 성경보다 더 오래된 것이다. 왜냐하면 사도들이 설교를 시작했을 때, 글로 된 복음은 없었고, 바울서신도 없었다. 하지만, 그리스도의 보혈에 의해 헌신된 교회가 있었다. | ” |

## 같이 보기
- 마르틴 루터
- 토마스 카예탄
- 요한 테첼
- 라이프치히 논쟁
- 종교 개혁
- 대사 (가톨릭)
- 연옥